# Morales del Vino (kommunhuvudort)
Morales del Vino är en kommunhuvudort i Spanien.   Den ligger i provinsen Provincia de Zamora och regionen Kastilien och Leon, i den centrala delen av landet, 200 km nordväst om huvudstaden Madrid. Morales del Vino ligger 698 meter över havet och antalet invånare är 2 160.
Terrängen runt Morales del Vino är platt, och sluttar norrut. Runt Morales del Vino är det glesbefolkat, med 14 invånare per kvadratkilometer. Närmaste större samhälle är Zamora, 6,6 km norr om Morales del Vino. Trakten runt Morales del Vino består till största delen av jordbruksmark.